# 小田県

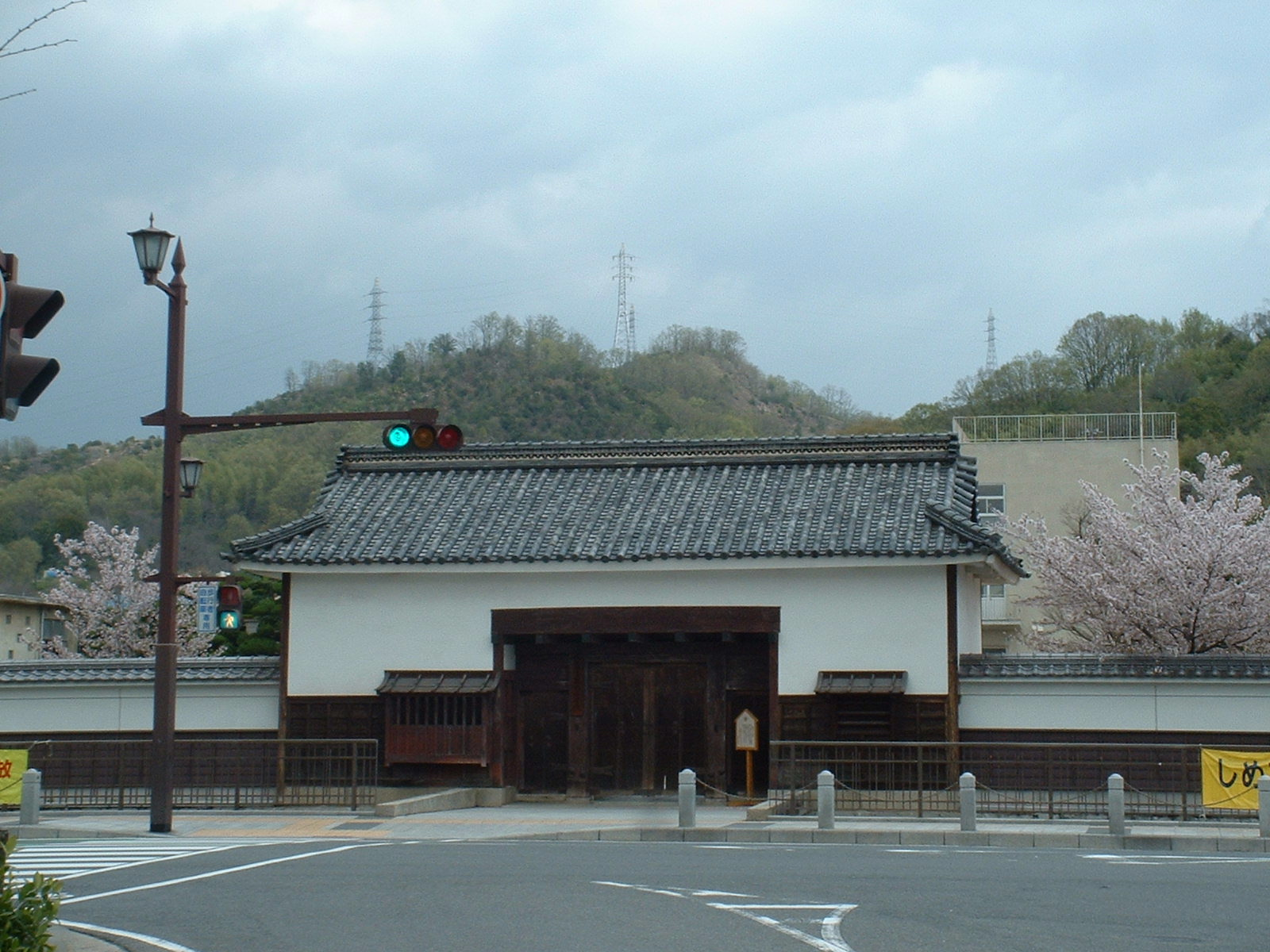
小田県庁跡（2006年4月撮影）

小田県（おだけん）は、1871年（明治4年）に備中国および備後国東部を管轄するために設置された県。現在の岡山県西部、広島県東部にあたる。設置当時は深津県（ふかつけん）と称した。

## 概要
1871年（明治4年）、廃藩置県後の第1次府県統合により備中国の10県および旧備後国福山県を統合して設置され、備中国全体と備後国東部6郡を領域とし、中国地方、山陽道でも有数の石高と人口を抱える県であった。
この県は最初、深津県と称していたが、これは当初県庁を深津郡福山町（現在の広島県福山市）の福山城に置く予定であったためで、県名はその郡名に由来する。だが、幕府譜代領の福山の地に県庁を置くことをよく思わない新政府の思惑により、小田郡笠岡村（現在の岡山県笠岡市）の幕府笠岡代官所跡に変更となる。その後、1872年（明治5年）に県名は県庁がある笠岡村の郡名から小田県に改称となる。
しかし、1875年（明治8年）、この小田県全域が岡山県に統合されたため廃止された。さらには、1876年（明治9年）の第2次府県統合で、備後国側の地域（現在の福山市と尾道市東部の一部・府中市の大部分と神石高原町に当る地域）が岡山県から広島県に移管され現在に至る。
なお、小田県の岡山県への併合、岡山県から広島県への備後割譲については意図不明で、理由も当時の地元町村には明かされていないがそのうち旧備後国分の広島県編入は幕末の広島藩主であった浅野長勲の実弟、阿部正桓が最後の福山藩阿部家当主となる養子縁組が影響している説もある。 。
現在、小田県庁の元敷地は笠岡市立笠岡小学校になっており、門と石碑が残されている。この門は「県庁門」として保存されており、この門が面した道は「県庁通り」と命名されている。

## 沿革
- 1871年（明治4年）
  - 11月15日 - 第1次府県統合により備中国鴨方県、生坂県、庭瀬県、足守県、浅尾県、岡田県、高梁県、成羽県、新見県、倉敷県、備後国福山県が統合され、備中国および備後国東部に深津県が発足。県庁は小田郡笠岡村（現在の岡山県笠岡市笠岡字小丸1870）の笠岡陣屋に設置。
  - 12月3日 - 旧鴨方県、生坂県を岡山県に移管。
- 1872年（明治5年）6月7日 - 小田県に改称。岡山県より旧鴨方県、生坂県を移管。
- 1875年（明治8年）12月10日 - 岡山県に合併。同日小田県廃止。
- 1876年（明治9年）4月18日 - 第2次府県統合により岡山県のうち旧備後国部分が広島県に移管。

## 管轄地域
- 備中国一円
- 備後国
  - 沼隈郡
  - 深津郡
  - 安那郡
  - 品治郡
  - 芦田郡
  - 神石郡

なお、太政官布告では以下の各旧県の飛地領を管轄するとあるが、布告と実際の当該地域の府県再編の日付が前後している部分があるため、実際に管轄したかどうかは不明である。
- 摂津国豊島郡、河内国高安郡、美濃国池田郡（旧岡田県）
- 河内国大県郡、摂津国八部郡（旧浅尾県）

## 歴代知事
初代（深津県、旧・福山県などを統合継承）
- 1871年（明治4年）11月15日 - 1872年（明治5年）6月7日 ： 権令・矢野光儀（前葛飾県権知事、元佐伯藩士）、権参事・森長義（元米沢藩士）[2]

2代（小田県、旧・深津県より改称）
- 1872年（明治5年）6月7日 - 1875年（明治8年）9月5日 ： 県令・矢野光儀（前深津県権令）、参事・森長義（前深津県権参事）